# José Gabriel Palma Penco

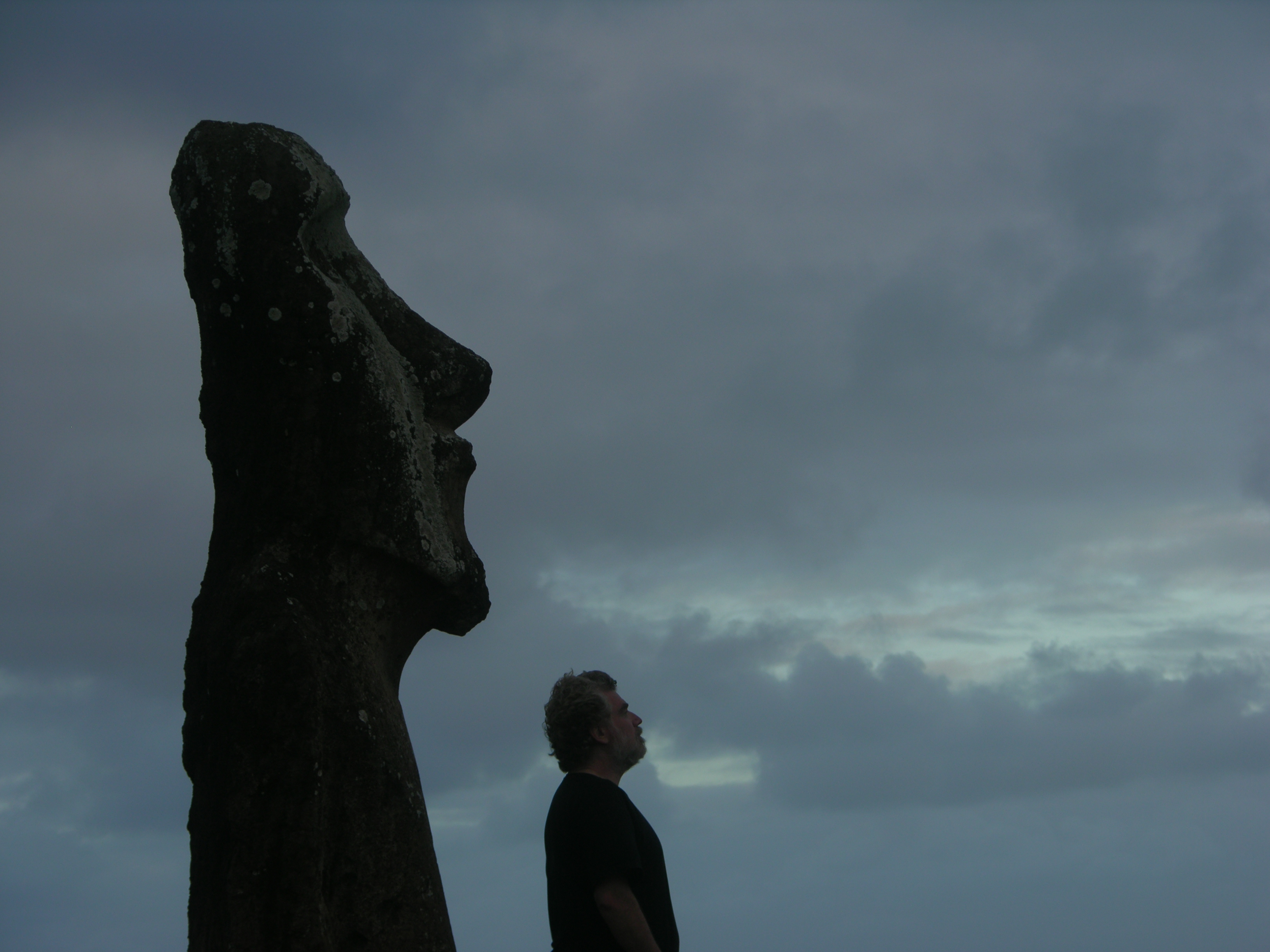
José Gabriel Palma Penco

José Gabriel Palma Penco (Santiago, 12 de septiembre de 1947) es un economista chileno, profesor titular emérito en la Facultad de Economía de la Universidad de Cambridge, y profesor titular (tiempo parcial) en la Facultad de Administración y Economía de la Universidad de Santiago de Chile (USACH). Aunque su docencia en Cambridge se concentró en la enseñanza de econometría para cursos de postgrado, su investigación se ha orientado primordialmente al estudio de la economía política del desarrollo en América Latina y Asia, la diversidad distributiva en el mundo (y sus problemas de medición), y las vicisitudes de los mercados financieros desde el comienzo de su desregulación (1980s), en especial el efecto de la “financierización” en países desarrollados y emergentes. Su interés analítico también se ha orientado a otras áreas como el estudio del “Síndrome Holandés”, y en especial la des-industrialización prematura en América Latina y Sudáfrica; la historia económica de América Latina desde su independencia; la evolución de las ideas en la economía-política del desarrollo; y la filosofía política del neoliberalismo (especialmente en Foucault).   
En su Facultad en Cambridge pertenece al grupo de investigación “Enfoques alternativos a la teoría económica y su metodología, y la historia del pensamiento económico”. De sus trabajos sobre desigualdad se derivó la formulación del “Coeficiente Palma” como índice alternativo al tradicional Gini para su medición, y de sus trabajos sobre des-industrialización surgió una nueva forma de entender (y medir) el “Síndrome Holandés”, y el concepto de “desindustrialización prematura”.

## Biografía
José Gabriel Palma nació en Santiago de Chile, hijo de Isidoro Palma y Ernestina Penco, y está casado con Ignês Sodré, psicoanalista brasilera quien es analista didacta del Instituto de Psicoanálisis de Londres. Tiene tres hijos (Cristóbal, Daniel y Emily), y cuatro nietos (Isidoro, Alice, Jesse y Ernestina). Fue alumno del Colegio del Verbo Divino y de la Universidad Católica, y su primera militancia política la realizó en el partido MAPU. En 1969 obtuvo en dicha universidad su licenciatura en Economía, con especialidad en Econometría. Durante el gobierno de Salvador Allende, con sólo 23 años, fue nombrado Director de la Compañía de Cobre Chuquicamata, entonces la mina a tajo abierto más grande del mundo, la cual fue nacionalizada durante ese período.
En 1972 se trasladó a Oxford, donde obtuvo su doctorado en Economía. También obtuvo un doctorado en Ciencias Políticas en la Universidad de Sussex, y un doctorado (por incorporación) en la Universidad de Cambridge. 
En el Reino Unido durante sus estudios en Oxford trabajó como ayudante de investigación, supervisor y luego investigador, continuando dicha función en las Universidades de Londres y Sussex, para radicarse definitivamente como profesor en la Universidad de Cambridge (primero como Director Asistente del Departamento de Desarrollo, y luego como profesor titular en la Facultad de Economía).  Desde 1990 es uno de los editores del Cambridge Journal of Economics. Desde 2014 es también profesor titular (tiempo parcial) de la Facultad de Administración y Economía de la Universidad de Santiago de Chile (USACH).  
Entre otras actividades académicas también ha formado parte de cuatro grupos de trabajo de la 'Initiative for Policy Dialogue’ (IPD), de la Universidad de Columbia, dirigido por Joseph Stiglitz − "La liberalización de los mercado de capitales"; "La Macroeconomía de los países en desarrollo”; “La política industrial en los países en desarrollo"; y “Desigualdades Nacionales en la Economía Global”. También es fundador y miembro del Directorio de la fundación chilena “Red de Estudios para la Profundización Democrática”. En 2018 fue invitado por el Journal Development and Change a dar la “Distinguish Lecture” del año en la Conferencia Anual de la Asociación de Estudios de Desarrollo. Y en 2020 fue invitado por la Human Development and Capability Association (HDCA) a dar la “Amartya Sen lecture” en su Conferencia Anual en Auckland, Nueva Zelanda. En mayo de 2020, entre los rankings hechos por RePEc, en el correspondiente a “Number of Downloads through RePEc Services over the past 12 months, Weighted by Number of Authors”, los trabajos de Palma estaban en el 1% más alto del mundo (siendo el más alto entre los miembros de su facultad en Cambridge).

## Algunas de sus contribuciones
Su primer paper, cuyo tema es el estudio de las historia de las ideas en la economía-política del desarrollo, escrito cuando todavía era estudiante de postgrado en Oxford, ganó un importante premio internacional en la revista World Development.
Entre sus contribuciones posteriores se destaca su trabajo sobre la diversidad en la distribución del ingreso entre países, que llevó a Alex Cobham y Andy Sumner a proponer un nuevo índice para medir desigualdad denominado el “Coeficiente Palma” (o “Palma ratio”). El fundamento teórico de esta relación, como demuestra Palma en sus trabajos, es que la proporción del ingreso que va a la mitad de la población compuesta por los grupos medios y medios altos (deciles 5 a 9) es sorprendentemente homogéneo en todo el mundo − y equivale aproximadamente a la mitad del ingreso nacional. Por esta razón, prácticamente toda la gran diversidad distributiva del mundo se debe a la diferencia en cómo se distribuye la otra mitad del ingreso en la otra mitad de la población: el 10% más rico y el 40% más pobre. Por ejemplo, es conocido que la desigualdad en Uruguay es mayor que en Finlandia (con Ginis de 27 y 40, respectivamente); sin embargo, la proporción del ingreso que va en ambos países a la mitad de la población compuesta por los grupos medios y medios altos (deciles 5 a 9) es idéntica (54%). Por tanto, la diferencia distributiva entre ambos países se debe exclusivamente a que en Finlandia el 10% más rico se lleva el 23% del ingreso, mientras que en Uruguay este grupo se apropia de otros 7 puntos porcentuales más (30%). Y esto es posible porque en Uruguay el 40% más pobre recibe esos mismos 7 puntos porcentuales menos que en Finlandia (16% y 23%, respectivamente). Por eso, Palma sugiere que sería mucho más específico y revelador medir la desigualdad donde ella se origina: como la relación entre la proporción del ingreso que se apropia el 10% más rico de la población y el que se lleva el 40% más pobre. Este coeficiente, a diferencia del Gini, por tanto, no mezcla la homogeneidad de lo que se apropian la mitad de la población cuya participación en el ingreso es muy similar a través del mundo (grupos medios y medios alto), con la enorme heterogeneidad de lo que se lleva la otra mitad (grupos altos y bajos). Además, esta asimetría distributiva hace del Gini un indicador particularmente problemático para su uso en la econometría, en particular como variable dependiente; como encierra dos dinámicas distributivas tan diferentes, al tratar de descifrarlas conjuntamente con las mismas variables explicativas se comete inevitablemente un error de especificación. El Coeficiente Palma, en cambio, no sólo mide la desigualdad en la mitad de la población donde ella se origina (el 10% más rico y el 40% más pobre), sino también es un indicador mucho más transparente que los índices alternativos (como el Gini o el Theil); a su vez, es mucho más práctico para el diseño de políticas distributivas.
Por esta razón Doyle y Stiglitz propusieron incluir “Una Meta Palma” en los nuevos objetivos de Naciones Unidas para “La Agenda 2030 para el Desarrollo Sostenible” (una meta de un Coeficiente Palma igual a 1 para el año 2030; esto es, que la proporción del ingreso que se lleve el 10% más rico fuese igual a la del 40% más pobre). Por su parte Engberg-Pedersen sugirió que la meta debería ser que para entonces los países deberían reducir a la mitad la distancia entre su punto de partida y un Coeficiente Palma de 1. En la actualidad muchos organismos internacionales, como la OECD, miden la desigualdad de esta manera; y muchos países la incluyen en sus cuantas nacionales. El índice de Desarrollo Humano de Naciones Unidas también utiliza este nuevo indicador.
Por su parte, el Banco Mundial, en su primer Poverty and Shared Prosperity Report (2016), define un nuevo concepto para medir el cambio en la desigualdad en un país, y lo llama el “Palma premium”: “The Palma premium (p) is here defined as the difference between the growth in the mean of the bottom 40 and the growth in the mean of the top decile (p ≡ g40 – gt10)".

## Publicación más representativa por tema[25]
Distribución de ingreso y el ‘Palma ratio’
- “Behind the Seven Veils of Inequality. What if it’s all about the Struggle within One Half of the Population over just One Half of the National Income?”, “Development and Change Distinguished Lecture”, Development and Change, 50(5), 2019, disponible (open access) en https://onlinelibrary.wiley.com/doi/pdf/10.1111/dech.12505. También en Cambridge Working Papers (CWPE) 1999 y 19100, http://www.econ.cam.ac.uk/research-files/repec/cam/pdf/cwpe1999.pdf, y http://www.econ.cam.ac.uk/research-files/repec/cam/pdf/cwpe19100.pdf.

Crisis financieras en países desarrollados y emergentes
- "The Revenge of the Market on the Rentiers: Why neo-liberal Reports of the end of history turned out to be premature", Cambridge Journal of Economics 33(4), julio 2009.  También en Cambridge Working Paper, CWPE 0927, 2009, http://www.econ.cam.ac.uk/research-files/repec/cam/pdf/cwpe0927.pdf

Desarrollo económico de América Latina y del Asia
- ‘The Chilean economy since the return to democracy in 1990. On how to get an emerging economy growing, and then sink slowly into the quicksand of a “middle-income trap”’, in M Llorca, and R Miller, A New Economic History of Chile, Cambridge University Press (forthcoming).  También en Cambridge Working Papers in Economics (CWPE) 1991, 2019, http://www.econ.cam.ac.uk/research-files/repec/cam/pdf/cwpe1991.pdf

Historia de las ideas en la economía-política del desarrollo
- “Dependency: a formal theory of underdevelopment, or a methodology for the analysis of concrete situations of underdevelopment?, World Development, Vol. 6, N. 7/8, July/August 1978; disponible en: https://www.sciencedirect.com/science/article/pii/0305750X78900517.

The Latin American critical tradition in political economy
- "Latin America's social imagination since 1950. From one type of 'absolute certainties' to another - with no (far more creative) 'uncomfortable uncertainties' in sight”, in J Ghosh, R Kattel and ES Reinert, The Handbook of Alternative Theories of Economic Development, Elgar, 2016.  También en Cambridge Working Papers in Economics, CWPE 1416, 2014, http://www.econ.cam.ac.uk/research-files/repec/cam/pdf/cwpe1416.pdf

Des-industrialización, Des-industrialización prematura y el “Síndrome Holandés”
- ‘Desindustrialización, Desindustrialización prematura y Síndrome Holandés, en El Trimestre Económico, 86(334), 2019 http://www.eltrimestreeconomico.com.mx/index.php/te/article/view/970/1075